# Ilia Samsonov
Ilia Alekseïevitch Samsonov - en russe : Илья Алексеевич Самсонов et en anglais : Ilya Samsonov - (né le 22 février 1997 à Magnitogorsk en Russie) est un joueur russe de hockey sur glace. Il évoluait au poste de gardien de but pour les Capitals de Washington,. Ne rentrant plus dans les plans de l'équipe de la capitale fédérale, il signe le 13 juillet 2022, un contrat d'une année avec les Maple Leafs de Toronto.

## Biographie

### Carrière en club
Il devient professionnel lors de la saison 2014-2015 après avoir joué un match avec le Metallourg Magnitogorsk dans la Ligue continentale de hockey. Avant joué pour l'équipe junior du Metallourg, les Stalnye Lissy en MHL, il est repêché par les Capitals de Washington au 22e rang lors du premier tour du repêchage d'entrée dans la LNH 2015. Il décroche la Coupe Gagarine 2016 avec le Metallourg Magnitogorsk.
Le 6 octobre 2018, il fait ses débuts chez les pros avec les Bears d'Hershey, le club-école des Capitals, face au Crunch de Syracuse, l'équipe-école du Lightning de Tampa Bay. Il perd le match 3-2 et il bloque 28 tirs.
Le 4 octobre 2019, il joue son premier match dans la LNH face aux Islanders de New York.
Le 13 janvier 2020, il obtient son premier blanchissage dans une victoire de 2-0 contre les Hurricanes de la Caroline.
En juillet 2022, il intègre l'équipe des Maple Leafs de Toronto dont il devient un titulaire régulier en alternance avec Matt Murray.
Il connait des ennuis en saison 2023-2024 avec les Maple Leafs. Après 15 rencontres, son taux d'arrêt est de 86,2 % et sa moyenne de buts alloués est de 3,94 par match. Après avoir accordé 22 buts à ses quatre derniers matchs, les Maple Leafs le soumettent au ballottage le 31 décembre 2023. Il n'est pas réclamé et doit se rapporter aux Marlies de Toronto dans la LAH.

### En équipe nationale
Il représente la Russie au niveau international. Il fait partie de la sélection russe ayant joué le championnat du monde des moins de 18 ans 2015. 

## Statistiques
| Saison    | Équipe                  | Ligue |    | Saison régulière | Saison régulière | Saison régulière | Saison régulière | Saison régulière | Saison régulière | Saison régulière | Saison régulière | Saison régulière | Saison régulière |   | Séries éliminatoires | Séries éliminatoires | Séries éliminatoires | Séries éliminatoires | Séries éliminatoires | Séries éliminatoires | Séries éliminatoires | Séries éliminatoires | Séries éliminatoires |
| Saison    | Équipe                  | Ligue | PJ | V                | D                | Pr/N             | Min              | BC               | Moy              | % Arr            | Bl               | Pun              | PJ               | V | D                    | Min                  | BC                   | Moy                  | % Arr                | Bl                   | Pun                  |                      |                      |
| 2014-2015 | Stalnye Lissy           | MHL   | 18 | 11               | 4                | 0                | 1 039            | 46               | 2,66             | 91,18            | 2                | 0                | 2                | 1 | 1                    | 127                  | 6                    | 2,83                 | 93,7                 | 0                    | 0                    |                      |                      |
| 2014-2015 | Metallourg Magnitogorsk | KHL   | 1  | 0                | 0                | 0                | 22               | 2                | 5,5              | 50               | 0                | 0                | -                | - | -                    | -                    | -                    | -                    | -                    | -                    | -                    |                      |                      |
| 2015-2016 | Stalnye Lissy           | MHL   | 5  | 5                | 0                | 0                | 300              | 9                | 1,8              | 93,5             | 0                | 0                | 1                | 0 | 1                    | 63                   | 3                    | 2,82                 | 87,5                 | 0                    | 0                    |                      |                      |
| 2015-2016 | Metallourg Magnitogorsk | KHL   | 19 | 6                | 4                | 0                | 853              | 29               | 2,04             | 92,5             | 3                | 0                | 7                | 2 | 2                    | 262                  | 10                   | 2,29                 | 91,6                 | 0                    | 0                    |                      |                      |
| 2016-2017 | Metallourg Magnitogorsk | KHL   | 27 | 15               | 3                | 5                | 1 127            | 40               | 2,13             | 93,6             | 2                | 0                | 3                | 1 | 0                    | 93                   | 2                    | 1,29                 | 94,9                 | 0                    | 0                    |                      |                      |
| 2017-2018 | Metallourg Magnitogorsk | KHL   | 26 | 12               | 9                | 1                | 1 325            | 51               | 2,31             | 92,6             | 3                | 2                | 5                |   |                      |                      |                      | 2,3                  | 91,3                 |                      | 0                    |                      |                      |
| 2018-2019 | Bears de Hershey        | LAH   | 37 | 20               | 16               | 1                | 2 202            | 99               | 2,7              | 89,8             | 3                | 0                | 5                |   |                      |                      |                      | 2,99                 | 89,7                 |                      | 0                    |                      |                      |
| 2019-2020 | Capitals de Washington  | LNH   | 26 | 16               | 6                | 2                | 1 411            | 60               | 2,55             | 91,3             | 1                | 2                | -                | - | -                    | -                    | -                    | -                    | -                    | -                    | -                    |                      |                      |
| 2020-2021 | Bears de Hershey        | LAH   | 4  | 2                | 1                | 1                | 240              | 13               | 3,25             | 86,9             | 0                | 0                | -                | - | -                    | -                    | -                    | -                    | -                    | -                    | -                    |                      |                      |
| 2020-2021 | Capitals de Washington  | LNH   | 19 | 13               | 4                | 1                | 1 093            | 49               | 2,69             | 90,2             | 2                | 0                | 3                | 0 | 3                    | 201                  | 10                   | 2,99                 | 89,9                 | 0                    | 0                    |                      |                      |
| 2021-2022 | Capitals de Washington  | LNH   | 44 | 23               | 12               | 5                | 2 361            | 119              | 3.02             | 89,6             | 0                | 0                | 5                | 1 | 1                    | 263                  | 13                   | 2.97                 | 91,2                 | 0                    | 0                    |                      |                      |
| 2022-2023 | Maple Leafs de Toronto  | LNH   | 42 | 27               | 10               | 5                | 2 476            | 96               | 2,33             | 91,9             | 4                | 0                | 9                | 4 | 4                    | 498                  | 26                   | 3,13                 | 89,8                 | 0                    | 0                    |                      |                      |
| 2023-2024 | Maple Leafs de Toronto  | LNH   | 40 | 23               | 7                | 8                | 2 301            | 120              | 3,13             | 89,0             | 3                | 0                | 5                | 1 | 4                    | 279                  | 14                   | 3,01                 | 89,6                 | 0                    | 0                    |                      |                      |
| 2024-2025 | Golden Knights de Vegas | LNH   | 29 | 16               | 9                | 4                | 1 745            | 82               | 2,82             | 89,1             | 2                | 4                | -                | - | -                    | -                    | -                    | -                    | -                    | -                    | -                    |                      |                      |

| Année | Équipe         | Compétition                  |   | PJ  | Min | BC   | Moy  | % Arr | Bl | Pun                |  | Résultat |
| 2015  | Russie -18 ans | Championnat du monde -18 ans | 3 | 180 |     | 2,67 | 93,4 |       | 0  | 5e place           |  |          |
| 2016  | Russie -20 ans | Championnat du monde -20 ans | 2 | 120 | 2   | 1    | 95,6 |       | 0  | Médaille d’argent  |  |          |
| 2017  | Russie -20 ans | Championnat du monde -20 ans | 6 | 370 |     | 2,11 | 93   | 2     | 0  | Médaille de bronze |  |          |